# Paul Burlison
Paul Burlison (Brownsville (Tennessee), 4 februari 1929 – Horn Lake (Mississippi, 27 september 2003) was een Amerikaanse rockabillygitarist en een van de oprichters van The Rock and Roll Trio. Burlison werd geboren in Brownsville (Tennessee), waar hij op jonge leeftijd in aanraking kwam met muziek. Na een periode in het Amerikaanse leger werkte Burlison samen met Johnny en Dorsey Burnette om The Rock and Roll Trio te vormen. De band bracht verschillende singles uit, maar slaagde er niet in om de hitlijsten te halen. Paul wordt soms gezien als de eerste gitarist die opzettelijk een opname maakte met een vervormde elektrische gitaar op de opnamen Lonesome Train on a Lonesome Track en Honey Hush uit 1956. Het trio ging in de herfst van 1957 uit elkaar en Burlison verhuisde terug naar Tennessee om een gezin te stichten. Daar begon hij zijn eigen elektrische toeleveringsbedrijf, dat hij twintig jaar lang trouw leidde en een pauze nam, toen het trio zich begin jaren 1980 herenigde. In 1997 bracht hij zijn enige soloalbum uit, dat positieve recensies ontving. Burlison bleef tot aan zijn dood in 2003 actief in het muziekcircuit.
Burlison en zijn gezin woonden tot 1937 in Brownsville. Tijdens de overstromingen van dat jaar brachten de slechte economische omstandigheden de familie Burlison ertoe om naar Memphis (Tennessee) te verhuizen. In 1938 begon zijn zwager Earl Brooks hem gitaar te leren spelen. Naast het leren van door Brooks beïnvloede countrytechnieken, haalde hij ook inspiratie uit het luisteren naar Jesse Lee en Juanita Denson. Later zou hij de blueslokalen langs Beale Street bezoeken. Terwijl hij nog op de middelbare school zat, reisde hij naar de buitenwijken van West Memphis, Arkansas, om Chester Burnett (Howlin' Wolf) te zien spelen. Burlison ontwikkelde ook een interesse in boksen en begon te trainen in het Dave Wells Community Center onder leiding van trainer Jim Denson. Hij zou het lokale kampioenschap weltergewicht winnen en werd tweede in het All-Navy Tournament 1947-1948. Terwijl hij deelnam aan het Golden Gloves-toernooi van 1949, stelde Denson hem voor aan de jonge bokser Dorsey Burnette.
Dorsey Burnette zou een Golden Gloves kampioen weltergewicht worden. Hij had een jongere broer, Johnny Burnette, die een Golden Gloves lichtgewicht kampioenvechter was. Beide broers hadden een diepe interesse in muziek en het was door hun wederzijdse interesse in zowel muziek als boksen dat de drie goede vrienden zouden worden. Tegen het einde van de Tweede Wereldoorlog meldde Paul Burlison zich aan bij de Amerikaanse marine (1946). Hij was op dat moment slechts 17 jaar oud en kreeg in 1949 eervol ontslag.

## Biografie

### Vorming van het Trio
Na zijn ontslag keerde Burlison terug naar Memphis, waar hij vervolgens een dagtaak zou krijgen bij Crown Electric Company als elektricien. Crown Electric zou ook Dorsey Burnette in dienst nemen als gezel/elektricien en een jonge man genaamd Elvis Presley als vrachtwagenchauffeur. Burlison verloor zijn interesse in muziek niet en hij begon blues-sessiewerk op te nemen bij een pre-Elvis Sun Records, waar hij opnamen maakte met verschillende zwarte artiesten, met name Howlin' Wolf. Hij vond ook werk bij Clyde Leoppard en The Snearly Ranch Boys en hij was ook te horen op de radio met Don Paul. Later zou hij lid worden van de Shelby Follin Band, waarmee hij tot 1954 zou spelen. Een paar maanden traden hij en bandmaat Smokey Joe Baugh ook op met Howlin' Wolf op radio KWEM in West Memphis, Arkansas.
Burlison hernieuwde zijn vriendschap met de Burnette Brothers. Alle drie hadden een interesse in muziek en in 1952 of 1953 vormden ze een band, die destijds misschien The Rhythm Rangers heette. Johnny Burnette zong en speelde akoestische gitaar, Dorsey Burnette speelde bas en Burlison speelde leadgitaar. Het was begin jaren 1950 dat de band in en rond Memphis zou spelen bij de plaatselijke honkytonks. Dit waren de dagen van de jitterbug en de bop en om de honkytonk-managers tevreden te houden zonder de bigband en om de klanten op de dansvloer te houden, speelde de band een vrolijke versie van blues en country genaamd rockabilly. In 1956 verhuisden de drie jonge mannen naar New York, waar ze een contract bij Coral Records wisten te verkrijgen en hun rockabilly-muziek op te nemen onder de naam The Rock and Roll Trio.
Het trio had tussen mei en juli 1956 vijf opnamesessies. Twee losse platen werden uitgebracht, een in juni en de andere in juli 1956. Ondanks promotionele optredens in Dick Clarks American Bandstand, Steve Allens The Tonight Show en Perry Como's Kraft Music Hall, haalden deze singles de hitlijsten niet. Het trio ging toen op een zomertournee met Carl Perkins en Gene Vincent, waarbij ze drummer Tony Austin, die een neef van Carl Perkins was, onderweg oppikten. Op 9 september 1956 verschenen ze in de finale van het Ted Mack Original Amateur Hour in Madison Square Garden. Een derde single werd uitgebracht in oktober 1956, maar die kwam niet in de hitlijst. In de herfst van 1956 brak bij een optreden in Niagara Falls een gevecht uit en Dorsey Burnette verliet de band. Hij werd al snel vervangen door Johnny Black, de broer van Elvis bassist Bill Black. De herziene bezetting verscheen in Alan Freeds film Rock, Rock, Rock, waar ze Lonesome Train (On A Lonesome Track) nabootsten. Deze werd in januari 1957 als single uitgebracht, maar het leverde geen succes op.

### Korte onderbreking
Na een korte reis naar Californië om zich bij de Burnette Brothers te voegen, keerde Burlison terug naar Memphis en trok zich terug uit de muziekbusiness om een gezin te stichten. In 1960 startte hij ook zijn eigen elektriciteitsbedrijf Safety Electrical, waarin hij zijn tijd en energie besteedde aan zijn bedrijf en aan zijn gezin voor de komende twintig jaar. Zijn bedrijf was succesvol en in de daaropvolgende jaren had hij ook een postorderbedrijf dat gespecialiseerd was in zeldzame opnamen. De gebroeders Burnette verhuisden naar Californië en bleven tot het einde van het decennium sporadisch succes boeken in de muziekindustrie. In 1960 had Johnny Burnette twee grote hits als soloartiest met Dreamin'  en You're Sixteen en Dorsey Burnette had Top 30 en Top 50 hits, wederom als soloartiest met Tall Oak Tree en Hey Little One. Nadat Dreamin' een hit was geworden, bood Johnny Burnette Burlison een plek aan in zijn roadband, maar Burlison weigerde. In 1963 was Johnny's carrière in verval en in een poging om het nieuw leven in te blazen, wilde hij een deel van het oude materiaal opnieuw opnemen. Burlison vergezelde Johnny op een korte zwaai door het midden van het zuiden, nadat zijn vaste gitarist twee van zijn vingers had gebroken. Ze waren zelfs van plan om samen naar Engeland te gaan, maar Burlison werd ziek en hij ging terug naar Memphis en zijn aannemersbedrijf.

### Rock and roll revival
Paul Burlison keerde in de jaren 1980 terug naar het muziekcircuit met Johnny Black en Tony Austin. Hij lanceerde ook zijn eigen Rock-A-Billy platenlabel om Johnny Burnette's Rock and Roll Trio en Their Rockin' Friends uit Memphis uit te brengen, een allstar eerbetoon aan de herinneringen van Johnny en Dorsey Burnette met lokale legenden als Eddie Bond, Jim Dickinson en Charlie Feathers. In 1986 sloot Burlison zich aan bij de oldiesband Sun Rhythm Section, waartoe onder meer D.J. Fontana, de voormalige drummer van Elvis, behoorde. In 1990 tekende hij bij de rockabilly-revivalband van Rocky Burnette.

### Solo-album
In 1997 nam Burlison zijn allereerste solo-lp Train Kept A-Rollin'  bij Sweetfish Records op als eerbetoon aan The Rock and Roll Trio. De lp bevatte elf nummers, waarvan er drie, Train Kept A-Rollin', Lonesome Tears in My Eyes en Lonesome Train (on a Lonesome Track), op het originele album van The Rock and Roll Trio uit 1956 stonden. Het album bevatte gastartiesten als Rocky Burnette (Johnny's zoon), Billy Burnette (Dorsey's zoon) van Fleetwood Mac, Rick Danko en Levon Helm van The Band, David Hidalgo, Cesar Rosas en Conrad Lozano van Los Lobos, Mavis Staples en Kim Wilson van The Fabulous Thunderbirds.

### Invloeden
Veel gitaristen beweren beïnvloed te zijn door Paul Burlison, waaronder Jimmy Page, Jeff Beck en Eric Clapton. Bovendien hebben The Beatles, The Yardbirds, Led Zeppelin en Aerosmith coverversies gespeeld van de hits van The Rock and Roll Trio, vaak met speciale nadruk op de gitaarriffs van Burlison. Paul Burlison was ook een mentor van de rockabilly-band The Dempseys (Brad Birkedahl, "Slick" Joe Fick en Ron Perrone jr). De Dempseys hebben over de hele wereld bescheiden succes gehad vanwege hun rockabilly-stijl, aangescherpt rond Memphis en naast een gewillige mentor in Burlison. Ze speelden ook de band van Elvis Presley in de Oscarwinnende film Walk the Line. Burlison speelde op hun eerste album, een cassette-album opgenomen in Sam Phillips' Studios in Memphis. Hij was ook afgebeeld op hun eerste cd-album Drinking Songs for Your Grandparents en zorgde voor een inleidend nummer, die op een paar andere speelde. Op die cover stond ook Cordell Jackson. De baanbrekende bijdrage van Paul Burlison aan rock-and-roll is erkend door de Rockabilly Hall of Fame.

## Overlijden
Paul Burlison overleed in september 2003 op 74-jarige leeftijd na een lange strijd tegen darmkanker. Hij werd begraven op Hinds Chapel Cemetery, Lake Cormorant, Mississippi. Rocky en Billy Burnette hielpen bij het loven van de bandgenoot van hun vader op de begrafenis. 
- Bibsys: 5034746
- Biblioteca Nacional de España: XX1751474
- International Standard Name Identifier: 0000 0000 5946 189X
- Library of Congress Control Number: n95062554
- MusicBrainz: 7eb86d55-a322-461b-b21f-905ffc98bfb0
- SNAC: w6834zdt
- Virtual International Authority File: 78028027
- WorldCat: E39PBJjT4wPjMR6CpF9jPHWRrq